# Miguel Dávila Silva
Miguel Dávila Silva; político chileno. Nació en Santiago el 8 de mayo de 1800. Falleció el 22 de julio de 1880. Hijo de Vicente Dávila, antiguo molinero de Mapocho, y de Clara Silva Hurtado. Sirvió en las armas en 1818 ayudando a los heridos de la batalla de Maipú. Estuvo casado con Agustina Zilleruelo en primeras nupcias, y en segundo matrimonio con Adela Baeza Valenzuela.
Contribuyó a la construcción del hospital de mujeres, a la instalación de la Casa de Orates y a la adquisición de la hacienda Providencia para la Casa de Huérfanos. 
A él se debe la existencia de la Casa de Maternidad y el Hospital San Vicente de Paul. Fue teniente coronel del ejército como galardón de su obra.
Administró el Cementerio General, y durante treinta años fue cabildante de Santiago. 
Diputado del Partido Liberal por San Felipe y Los Andes en 1837, por Santiago en 1840, de nuevo por San Felipe en 1843, ocupando en cargo ininterrumpidamente hasta su última elección, en 1858.